# Ранчо Сеис Ерманос Лара, Роке Лара (Хенерал Енрике Естрада)
Ранчо Сеис Ерманос Лара, Роке Лара (шп. Rancho Seis Hermanos Lara, Roque Lara) насеље је у Мексику у савезној држави Закатекас у општини Хенерал Енрике Естрада. Насеље се налази на надморској висини од 2140 м.

## Становништво
Према подацима из 2010. године у насељу су живела 4 становника.

### Хронологија
| Година       | 2000 | 2005       | 2010 |
| ------------ | ---- | ---------- | ---- |
| Становништво | 4    | 14 (6 / 8) | 4    |

### Попис
| # | Индикатор                     | Вредност |
| - | ----------------------------- | -------- |
| 1 | Укупно домаћинстава           | 1        |
| 2 | Укупно насељених домаћинстава | 1        |
| 3 | Величина локације             | 1        |